# The Best of Budgie
The Best of Budgie è una compilation del gruppo hard rock/heavy metal gallese Budgie, pubblicata nel 1997.

| Recensione | Giudizio |
| ---------- | -------- |
| AllMusic   | [ 1 ]    |

## Il disco
La raccolta è stata pubblicata dall'etichetta Half Moon e distribuita tramite la Spectrum Music, una società controllata dalla Universal Music Group. Le tracce contenute provengono dagli album Never Turn Your Back on a Friend, In for the Kill e Bandolier, usciti tra il 1973 e il 1975, ed alcune di esse erano già state pubblicate su precedenti raccolte. Il disco include i pezzi più famose della band tra cui I Can't See My Feelings e Breadfan, eseguite come cover rispettivamente da Iron Maiden e Metallica; quest'ultima e Zoom Club sono presenti anche nel videogioco Brütal Legend del 2009. La canzone I Ain't No Mountain è una cover di Andy Fairweather Low.

## Tracce
Testi e musiche di Bourge, Shelley eccetto dove indicato.
1. Braedfan – 6:04 (Bourge, Shelley, Phillips)
2. In The Grip Of A Tyrefitter's Hand – 6:22 (Bourge, Shelley, Phillips)
3. I Ain't No Mountain (cover di Andy Fairweather Low) – 3:21
4. In For The Kill – 6:24
5. I Can't See My Feelings – 5:50
6. Napoleon Bona Part I & II – 7:14
7. Parents – 10:11
8. Hammer And Tongs – 6:51
9. Breaking Al The House Rules – 7:22
10. Zoom Club – 9:51

## Formazione
- Burke Shelley - voce, basso
- Tony Bourge - chitarra
- Ray Phillips - batteria (tracce 1,2,7)
- Pete Boot - batteria (tracce 4,8,10)
- Steve Williams - batteria (tracce 3,5,6,9)